# Krystian Legierski

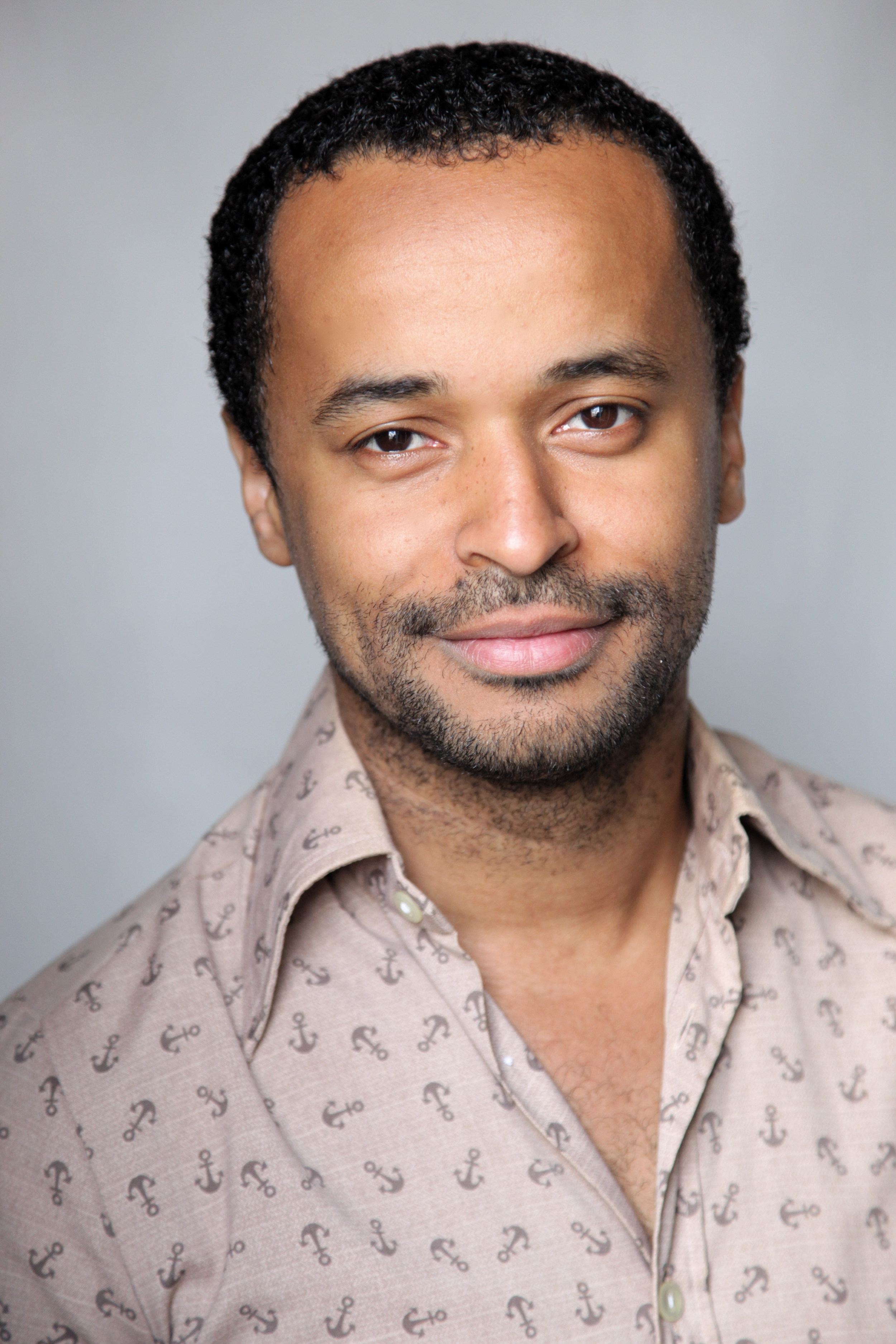
Krystian Legierski

Krystian Legierski (sinh ngày 22 tháng 4 năm 1978 tại Koniaków) là một nhà hoạt động LGBT người Ba Lan, một doanh nhân, thành viên của Greens 2004. Trong bầu cử địa phương năm 2010, ông đã giành được một ghế trong Hội đồng thành phố Warsaw, do đó trở thành chính khách đồng tính công khai đầu tiên được bầu vào một văn phòng chính trị ở Ba Lan.

## Tiểu sử
Ông sinh ra ở Ba Lan, có mẹ là người Ba Lan và cha là người Mauritanie ở Ba Lan khi còn là sinh viên quốc tế.
Legierski học luật tại Đại học Warsaw. Ông đã tích cực trong phong trào LGBT. Năm 2003, ông là đồng tác giả dự thảo luật đầu tiên về kết hợp dân sự được tài trợ tại Thượng viện Ba Lan bởi Maria Szyszkowska; luật được Thượng viện thông qua, nhưng không được Sejm xem xét. Từ năm 2009, ông đã tham gia vào một nỗ lực khác để giới thiệu các liên minh dân sự vào hệ thống pháp luật Ba Lan.  Từ năm 2006 đến 2010, anh đồng tổ chức Lepiej późno niż wcale (Better late Than Never) - một chương trình radio LGBT trên TOK FM.
Năm 2003, ông thành lập câu lạc bộ đầu tiên của mình có tên Le Madame ở Warsaw Old Town. Le Madame là một hộp đêm, nhưng cũng là một trung tâm văn hóa, cung cấp không gian cho nhà hát thay thế, âm nhạc, chương trình kéo nữ hoàng, triển lãm nghệ thuật và tranh luận chính trị. Nó đã bị đóng cửa bởi thị trưởng diễn xuất của Warsaw, Mirosław Kochalski, vào tháng 3 năm 2006, không lâu sau Lech Kaczyński, người tiền nhiệm của Kochalski, người có lịch sử cấm các sự kiện Gay Pride ở Warsaw, trở thành Tổng thống Ba Lan. Việc đóng cửa đã gặp phải sự phản đối, được coi là "Stonewall của Ba Lan". Cùng với Le Madame Legierski thành lập một câu lạc bộ đồng tính Tomba Tomba (sau đổi tên thành Usta Mariana) cũng như M25 - một hộp đêm và một cảnh nhà hát.
Legierski là một trong những thành viên sáng lập của đảng Xanh Ba Lan Greens 2004. Vào tháng 11 năm 2010, ông đã giành được một ghế trong Hội đồng thành phố Warsaw.  Ông chạy trên một lá phiếu Dân chủ Xã hội, sau một thỏa thuận bầu cử chính thức giữa Greens và Liên minh Cánh tả Dân chủ.